# 토리노 대학교

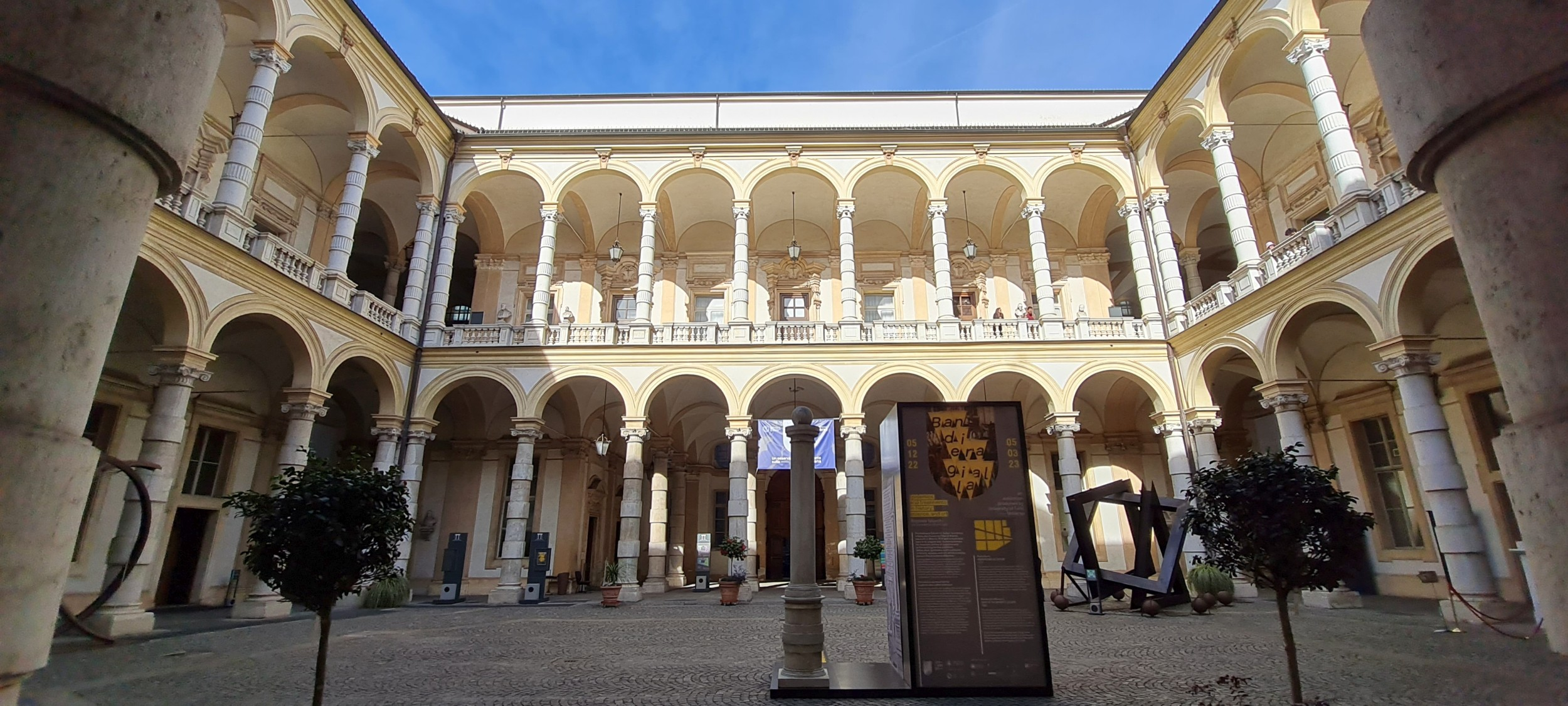
투린대학교의 총장궁의 홀

토리노 대학교(이탈리아어: Università degli Studi di Torino 우니베르시타 델리 스투디 디 토리노[*], UNITO)는 이탈리아 토리노의 대학교이다. 이탈리아의 4대 대학으로 고려된다.
사보이아 백국 백작 아메데오 7세의 사위인 피에몬테의 루도비코가 1404년 학습원으로 설립한 것이 시초이다.
1427년에서 1436년까지는 키에리와 사빌리아노로 이전되었다. 1536년 이탈리아 전쟁의 여파로 폐쇄되었으나 30년 후 사보이아 공국 공작 에마누엘레 필리베르토에 의하여 재설립되었다. 토리노 출신이 아닌 학생들을 위해 Collegio delle Province를 만들었던 비토리오 아메데오 2세의 개혁이 있기 전까지는 큰 발전이 없었지만 볼로냐 대학교의 모델을 따라 근대적인 형태를 갖추기 시작했다. 비토리오 아메데오 2세의 개혁으로 대학교는 많은 다른 대학교의 새로운 기준이 되었고 18세기 동안 크게 성장하였다.

## 같이 보기
- 토리노